# Autapomorphie

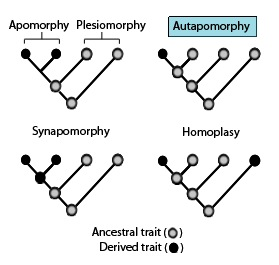
Les caractères ancestraux et dérivés permettent d'établir des phylogénies.

En classification phylogénétique, un caractère autapomorphique, ou autapomorphie, est un caractère dérivé (ou apomorphique) propre à un taxon, c'est-à-dire à tous ses membres, mais pas à son rang taxonomique immédiatement supérieur d'appartenance. Autrement dit, ce caractère est propre à une lignée phylétique ; il est acquis après le point de branchement de la lignée et de son groupe frère.

## Étymologie
Le terme autapomorphie vient du grec ancien : αυτο (« propre »), απο (« dérivé de ») et μορφος (« forme »).

## Exemple
Les caractères autapomorphiques permettent de définir un taxon, généralement un genre ou une espèce : par exemple, la forme arrondie des orbites et la présence d'un espace rétromolaire séparant les dents de la branche montante de la mandibule sont des caractères autapomorphiques de l'Homme de Néandertal. En revanche dans son rang supérieur que constitue le genre Homo, ces caractéristiques sont absentes.

## Limite de la notion
Cette notion est relative au rang dans lequel le caractère est considéré.
Ainsi, considérant par exemple le caractère « pouce opposable » :
- il constitue une autapomorphie lors de l'apparition du premier Primate au sein des Plesiadapiformes ;
- mais c'est une synapomorphie si l'on considère l'ensemble des Primates du Cénozoïque.